# Anderson (football, 1977)
Pour les articles homonymes, voir Anderson.
Anderson Gils de Sampaio, plus communément appelé Anderson, est un footballeur brésilien né le 15 février 1977.

## Palmarès
Vainqueur d'une Coupe de l'Empereur 1998.